# Burhan al-Din
Ahmad Burhan al-Din (Kayseri, 8 de gener de 1345 - 1391) fou un poeta, cadi, visir, atabeg i emir o sultà de Sivas. Va escriure nombroses poesies (uns dos mil versos) i llibres jurídics.
Era fill del cadi Xams al-Din Muhàmmad, de la tribu oghuz de Salur i la seva àvia era neta del sultà seljúcida Kaykaus II. Va rebre una educació completa primer amb el seu pare i més tard a Egipte, Damasc i Alep. Va retornar a Kayseri el 1364/1365 i es va guanyar el favor de l'emir de Sivas, Ghiyath al-Din Muhammad I Eretna-oghlu, que fou nomenat (1366) cadi al lloc del seu pare que havia mort uns mesos abans; a més a més Burhan va rebre la mà de la filla d'Eretna.
Burhan va participar en la revolta dels beys en la qual va morir el seu sogre (1366). Va pujar al tron Ala al-Din Ali (1366-1380) sota el que fou visir i atabeg; el 1380 va pujar al tron Muhammad II Celebi, però al cap de poc temps Burhan el va deposar i es va proclamar sultà (1381) amb Sivas com a capital; va emetre moneda i el seu nom es va llegir a la pregària del divendres (khutba). Va governar durant 18 anys en els quals va haver de fer front a les revoltes locals dels beys, i a guerres contra els veïns com els djandar-oghlu (Kastamonu) karamànides (Karaman) i els otomans. Va enfrontar una batalla contra forces mameluques molt superior i fou derrotat (1387) però poc després es va aliar amb els mamelucs contra els ak koyunlu que envaïen els seus estats per la part oriental. També va tenir l'ajut mameluc contra els beys revoltats d'Amasya i Erzindjan. El 1391 estava en guerra contra els otomans. El bey rebel de Kaysariyya, Shaykh Muyayyad, fou executat per orde de Burhan i això va provocar la còlera de Kara Yuluk Uthman, emir dels ak koyunlu, que n'era el protector, i que va atacar els dominis de Burhan (1398) i el va derrotar i matar en la batalla de Kara Bel. Segons una altra versió, fou derrotat, però va poder fugir cap a les muntanyes de Kharput, on fou capturat pels ak koyunlu i executat el juliol/agost del 1398. La seva tomba no dona la data de la mort; el seu fill Muhammad Celebi va morir el 1391 i una filla, Saldjuk Khatun, va viure fins al 1446/1447.